# 亚兹佩避孕法
亚兹佩避孕法（英語：Yuzpe regimen）是一种使用炔雌醇和左炔诺孕酮的紧急避孕方法。与单次大剂量左炔诺孕酮、 单次醋酸烏利司他、插入铜质子宫环相比，这种方法效果较差，用得也较少。该方法通过抑制排卵起效，应在无保护性交后72小时内使用。
亚兹佩避孕法一般使用几剂复合口服避孕药完成，因此较为适合在无法使用其他紧急避孕方法或者使用紧急避孕药被社会认为是耻辱的地方使用。在这种情况下，人们经常自己服用复合口服避孕药，用于紧急避孕。
在本方法发明后，世界卫生组织（WHO）开始研究仅使用孕激素而不带任何雌激素的紧急激素避孕法。与亚兹佩避孕法（57%有效）相比，单用左炔诺孕酮（85%有效）起效率更高，副作用也更小。另外，单用10 mg美服培酮也比亚兹佩避孕法有效。

## 历史
亚兹佩避孕法最早由加拿大妇产科教授A.阿尔伯特·亚兹佩提出，用于减少诸如强奸致孕此类的意外怀孕风险。他于1974年首先发布了关于此方法安全性和效果的研究。
亚兹佩避孕法最早使用100 μg炔雌醇配合1 mg炔诺孕酮达成，在第一次给药后12小时重复给药。随着避孕药成分的演进，炔诺孕酮消旋体已被效果相同的0.5 mg左炔诺孕酮替代。